# Tempo variabile
Tempo variabile (Symfonische metamorfose nr. 4) is een compositie van de Deense componist Vagn Holmboe. 
De metamorfose is Holmboes variant op "Thema met variaties". Daar waar dat genre zich beperkt houdt tot variëren binnen een thema, wilde Holmboe verder gaan; hij wilde dat er een ontwikkeling in zat.  Hij zou verspreid over ongeveer zeventien jaar vier werken schrijven waarin hij "zijn" genre uitdiepte, maar paste de metamorfose ook in andere werken toe.
Deze vierde metamorfose is de laatste symfonische metamorfose van Holmboe. Het werk bestaat uit vier delen die met elkaar verbonden zijn met een vijf lage tonen in het lage register van cello-, contrabas, pauken- en grote trompartijen. De toonhoogte fluctueert daarbij; tussen delen 1 en 2 is het een Fis, tussen 2 en 3 een F en tussen 3 en 4 een G. De titel lijkt ontleend aan deel 1 (Tempp incostante), dat een pastoraal beeld geeft, aldus Bis Records. Deel 2 Tempesta (storm) is een stuk sneller. Het derde deel (Tempo calmo) wordt in een grote “boog” gespeeld. Deel 4 (Tempo pivoso e sereno) keert terug naar deel 1.
Volledige omschrijving van de delen:
- Tempo incostante: Allegertto fluente – Poco allegro – Meno mosso – Tempo giusto (attacca)
- Tempesta: Molto vivace (attacca)
- Tempo calmo: Andante tranquillo (attacca)
- Tempo piovovo e sereno (Allegro – Poco meno allegro)

Het werk ging 24 mei 1972 in première in Bergen door het plaatselijk Philharmonisch Orkest van Bergen (Musikselskabet Harmonien) onder leiding van Karsten Anderson.
Orkestratie:
- 3 dwarsfluiten, 3 hobo's, 3 klarinetten, 3 fagotten
- 4 hoorns, 3 trompetten, 3 trombones, 1 tuba
- pauken, 2 man/vrouw percussie, celesta
- violen, altviolen, celli, contrabassen